# Clochard (film)
Pour plus de détails, voir Fiche technique et Distribution.
Clochard est un film français réalisé par Robert Péguy et sorti en 1933.

## Fiche technique
- Titre : Clochard
- Réalisation : Robert Péguy
- Scénario : Robert Péguy et Maurice de Canonge
- Dialogues : Maurice de Canonge
- Photographie : Willy Faktorovitch et Nicolas Hayer
- Décors : Robert-Jules Garnier
- Musique : Albert Chantrier et Vincent Scotto
- Son : Georges de Cespédès
- Production : Norma Film
- Pays d'origine :  France
- Genre : Comédie
- Durée : 95 minutes
- Date de sortie : France - 17 février 1933

## Distribution
- Georges Biscot : Muche
- Simone Cerdan : Mme Lubin
- Barencey : le président
- Georges Flateau : Maître Chambourcy
- Louis Florencie : Bourrache
- Germaine Brière : Mme Caquet
- Henri Lemarchand : Firmin
- René Sarvil : le chanteur des rues
- Robert Ancelin : Poum
- Louis Vonelly : le substitut
- René Poyen